# Valentin Atangana Edoa
Valentin Atangana Edoa (* 25. August 2005 in Yaoundé) ist ein französisch-kamerunischer Fußballspieler, der aktuell bei Stade Reims in der Ligue 1 spielt.

## Karriere

### Verein
Atangana Edoa begann seine fußballerische Ausbildung beim FCF Neuvillette-Jamin im Jahr 2011. Im Sommer 2015 wechselte er in die Jugendakademie von Stade Reims. In der Saison 2021/22 spielte er im Alter von 16 Jahren bereits viermal für die zweite Mannschaft in der National 2. Im Mai 2022 unterschrieb er daraufhin seinen ersten Profivertrag bei Reims. Nach weiteren Partien für die Zweitauswahl debütierte er Mitte Februar 2023 (23. Spieltag) im Alter von 17 Jahren nach Einwechslung in der Ligue 1 gegen den ES Troyes AC.

### Nationalmannschaft
Atangana Edoa spielte von Anfang 2021 bis Mitte 2022 über 20 Mal für die französische U17-Nationalmannschaft. Als Stammspieler gewann er mit dem Team auch die U17-EM 2022, wobei er jedes Spiel spielte.

## Erfolge
Frankreich U17
- U17-Europameister: 2022